# Oddział rajdowy
Oddział rajdowy – specjalnie przygotowany oddział wojsk lądowych przeznaczony do przenikania na tyły nieprzyjaciela w celu zniszczenia: środków napadu jądrowego, rakiet, artylerii, stanowisk dowodzenia, sztabów w ruchu, magazynów, lotnisk, transportów, obiektów tyłowych. 
Oddziały rajdowe  prowadzą  działania rajdowe samodzielnie lub we współdziałaniu z lotnictwem, śmigłowcami szturmowymi, desantami powietrznymi i siłami głównymi własnych wojsk. Niekiedy w skład oddziału rajdowego mogą wchodzić pododdziały śmigłowców, zwłaszcza szturmowych.
Działanie OR polega na przeniknięciu w głąb rejonu obrony przeciwnika i zniszczeniu określonego elementu ugrupowania bojowego. Jego cechą jest prowadzenie szybkich i samodzielnych działań w różnych kierunkach w sytuacji ciągłego i okrężnego zagrożenia ze strony przeciwnika. Po wykonaniu zadania OR wraca w ugrupowanie wojsk własnych, jednak w określonych uwarunkowaniach może przejść do obrony i oczekiwać na podejście pierwszego rzutu.